# Daleville (Indiana)
Daleville é uma cidade  localizada no estado americano de Indiana, no Condado de Delaware.

## Demografia
Segundo o censo americano de 2000, a sua população era de 1658 habitantes.
Em 2006, foi estimada uma população de 1555, um decréscimo de 103 (-6.2%).

## Geografia
De acordo com o United States Census Bureau tem uma área de
5,3 km², dos quais 5,2 km² cobertos por terra e 0,1 km² cobertos por água.

## Localidades na vizinhança
O diagrama seguinte representa as localidades num raio de 12 km ao redor de Daleville.